# الدوري الجنوبي لكرة القدم 1928–29
الدوري الجنوبي لكرة القدم 1928–29 هو موسم من الدوري الجنوبي الممتاز. فاز فيه نادي كيترينغ تاون.